# Julien Brulé
Julien Louis Brulé (Avilly-Saint-Léonard, 30 aprile 1875 – Précy-sur-Oise, 25 giugno 1928) è stato un arciere francese.

## Palmarès
- Giochi olimpici

Anversa 1920: oro nel Target 50 metri individuale, argento nel Target 33 metri individuale, argento nel Target 33 metri a squadre, argento nel Target 50 metri a squadre, bronzo nel Target 28 metri a squadre.